# Рейсфедер

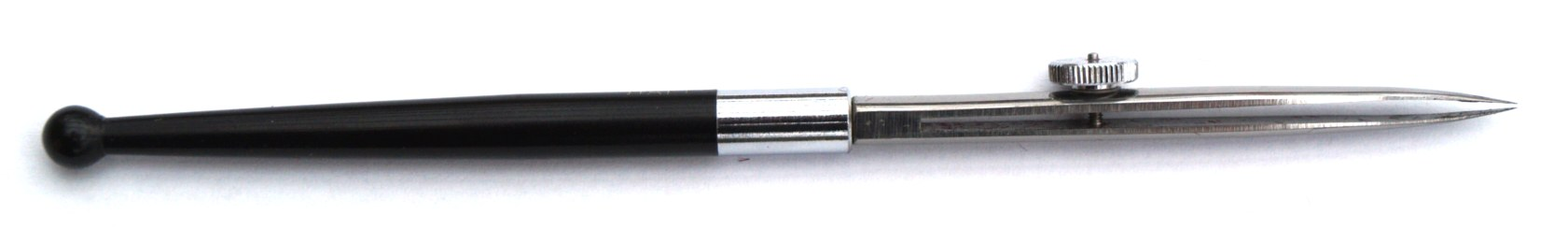
Рейсфедер

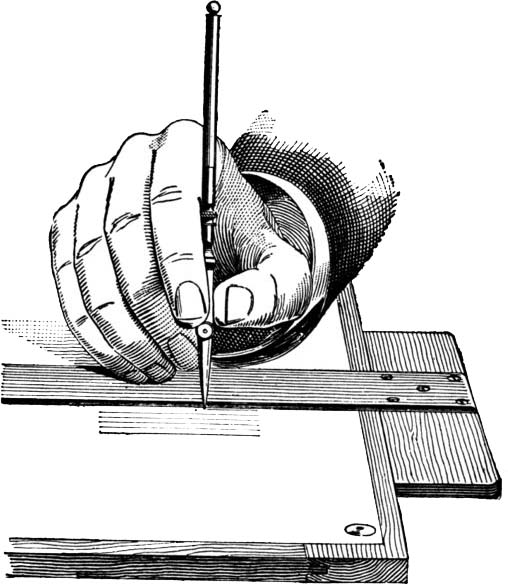
Ілюстрація використання рейсфедера з підручника по декоративному дизайну (1901).

Рейсфедер (нім. Reißfeder) — креслярський інструмент для проведення ліній і знаків на папері тушшю або фарбою.

## Конструкція
Інструмент складається з двох пружних стулок, з'єднаних в одній точці ручкою. Щілина між ними заповнюється тушшю або фарбою.
Ширина лінії регулюється поворотом невеликої гайки з насічкою.

## Різновиди рейсфедерів
- Металевий рейсфедер з регулювальною гайкою.
- Скляний рейсфедер зі скляних трубок з писальною частиною різних діаметрів.
- Рапідограф

## Використання
Рейсфедером можна працювати від руки, переважно при художньо-оформлювальних роботах, а також за допомогою спеціальної лінійки, що має виступ для запобігання підтікання туші під лінійку, циркуль чи лекало.
Використовується у кресленні і у каліграфії.